# Yann Fastier
Yann Fastier, né le 23 mars 1965 à Saint-Jean-d'Angély en Charente-Maritime, est un auteur - illustrateur d'ouvrages jeunesse et bibliothécaire jeunesse français.

## Biographie
Yann Fastier a suivi des études à l’École des Arts décoratifs de Limoges, ville où il réside.
Il a publié de nombreux albums jeunesse aux éditions L'Atelier du poisson soluble.

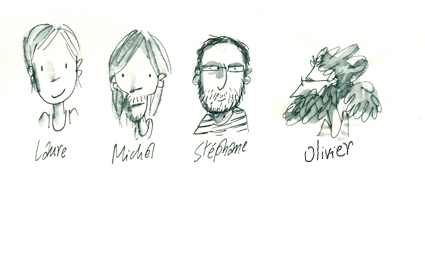
Portraits de l'équipe de L'Atelier du poisson soluble, dessinés par Yann Fastier.

## Œuvres
- Yann Fastier, Gamelle, Genève, Suisse, Éditions Paquet, 1999, 48 p. (ISBN 978-2940199105)
- Yann Fastier, Rapport secret sur les dents de lait, Le-Puy-en-Velay, France, L'Atelier du poisson soluble, 1999, 32 p. (ISBN 978-2950456892)
- Yann Fastier, Savoir-vivre, Namur, Belgique, Mijade, coll. « Petit Mijade », 2001, 22 p. (ISBN 978-2871422778)
- Fabienne Séguy et Yann Fastier, Du rififi chez les doudous, Rodez, France, Éditions du Rouergue Jeunesse, 2001, 36 p. (ISBN 978-2841562862)
- Fabienne Séguy et Yann Fastier, L'Album à la gomme, Rodez, France, Éditions du Rouergue Jeunesse, 2002, 48 p. (ISBN 978-2841565825)
- Fabienne Séguy et Yann Fastier, Bla bla bla, Namur, Belgique, Mijade, coll. « Petit Mijade », 2002, 32 p. (ISBN 978-2871423140)
- Yann Fastier, Gradé dans la marine anglaise, Poitiers, France, Éditions FLBLB, 2003, 30 p. (ISBN 978-2914553179)
- Fabienne Séguy et Yann Fastier, L'Album à la gomme, Rodez, France, Éditions du Rouergue Jeunesse, 2002, 48 p. (ISBN 978-2841565825)
- Fabienne Séguy et Yann Fastier, Alex et Zoé, Rodez, France, Éditions du Rouergue Jeunesse, 2004, 40 p. (ISBN 978-2841563463)
- Fabienne Séguy et Yann Fastier, C'est quand que les poules auront des dents ?, Voisins-le-Bretonneux, France, Éditions Rue du Monde, coll. « Pas Comme les Autres », 2004, 48 p. (ISBN 978-2915569148)
- Yann Fastier, Pfff, Le-Puy-en-Velay, France, Atelier Poisson Soluble, 2004, 64 p. (ISBN 978-2913741188)
- Yann Fastier, Dédé la bricole, Le-Puy-en-Velay, France, Atelier Poisson Soluble, 2004, 32 p. (ISBN 978-2913741133)
- Fabienne Séguy et Yann Fastier, Du beau, du bon, du bonnet, Le-Puy-en-Velay, France, Atelier Poisson Soluble, 2004, 32 p. (ISBN 978-2913741201)
- Fabienne Séguy et Yann Fastier, On-dit, Le-Puy-en-Velay, France, Atelier Poisson Soluble, 2005, 40 p. (ISBN 978-2913741287)
- Yann Fastier, La chose du pot de mayonnaise, Poitiers, France, Éditions FLBLB, 2005, 100 p. (ISBN 978-2914553384)
- Yann Fastier, La batavia du Maréchal, Poitiers, France, Éditions FLBLB, 2006, 108 p. (ISBN 978-2911455346)
- Catherine Rabbe et Christophe Joussot-Dubien (ill. Yann Fastier), Tout est chimie, Paris, Édition Le Pommier, coll. « Les Minipommes », 2006, 60 p. (ISBN 978-2746502956)
- Valérie Masson-Delmotte et Gérard Jugie (ill. Yann Fastier), Les expéditions polaires, Paris, Édition Le Pommier, coll. « Les Minipommes », 2007, 62 p. (ISBN 978-2746503113)
- Fabienne Séguy et Yann Fastier, Miette sous la couette, Le-Puy-en-Velay, France, Atelier Poisson Soluble, 2007, 30 p. (ISBN 978-2913741539)
- Danielle Alloin (ill. Yann Fastier), Observer l'Univers, Paris, Édition Le Pommier, coll. « Les Minipommes », 2008, 57 p. (ISBN 978-2746503755)
- Gilles Magniont et Yann Fastier, Avec la langue, chroniques du Matricule des Anges, Arles, France, Éditions La Fabrique, 2009, 128 p. (ISBN 978-2913372894)
- Yann Fastier, Petit ange, Le-Puy-en-Velay, France, Atelier Poisson Soluble, 2009, 14 p. (ISBN 978-2913741843)
- Yann Fastier, Aquarium, Le-Puy-en-Velay, France, Atelier Poisson Soluble, 2009, 14 p. (ISBN 978-2913741829)
- Yann Fastier, Trop beau, Le-Puy-en-Velay, France, Atelier Poisson Soluble, 2009, 14 p. (ISBN 978-2913741836)
- Yann Fastier, Combat de coq, Poitiers, France, Éditions FLBLB, 2010, 48 p. (ISBN 978-2357610187)
- Yann Fastier, La chose du pot de mayonnaise, Poitiers, France, Editions FLBLB, 2010, 100 p.  (ISBN 978-2-35761-011-8)
- Alain Dubois, ill. de Yann Fastier, La vie des grenouilles, Paris, le Pommier, 2010, 100 p.  (ISBN 978-2-7465-0460-8)
- Yann Fastier, ill. de Morvandiau, Néandertal (et des poussières), Le-Puy-en-Velay, L'Atelier du poisson soluble, 2011, 119 p.  (ISBN 978-2-3587-1018-3)
- Fabienne Séguy et Yann Fastier, Andromède et Jérémie, Le-Puy-en-Velay, L'Atelier du poisson soluble, 2011, 32 p.  (ISBN 978-2-3587-1015-2)
- Bernard Thiébaut, ill. de Yann Fastier, Comment les plantes se reproduisent, Paris, le Pommier, 2012, 62 p.  (ISBN 978-2-7465-0614-5)
- Christophe Joussot-Dubien, ill. de Yann Fastier, Tout est chimie !, Paris, le Pommier, 2012, 62 p.  (ISBN 978-2-7465-0623-7)
- Yann Fastier, Encore des questions ? l'album de l'album, Le-Puy-en-Velay, L'Atelier du poisson soluble, 2013, 72 p.  (ISBN 978-2-3587-1043-5)
- Yann Fastier, Des frères, Saint-Etienne, Jarjille éditions, 2013, 12 p.  (ISBN 978-2-9186-5836-8)
- Yann Fastier, La volte, Saint-Mandé, Talents hauts, 2014, 203 p.  (ISBN 978-2-3626-6094-8)